# Macromia manchurica
Macromia manchurica là loài chuồn chuồn trong họ Macromiidae. Loài này được Asahina mô tả khoa học đầu tiên năm 1964.